# Festival de Cinema Internacional d'Animació d'Ottawa

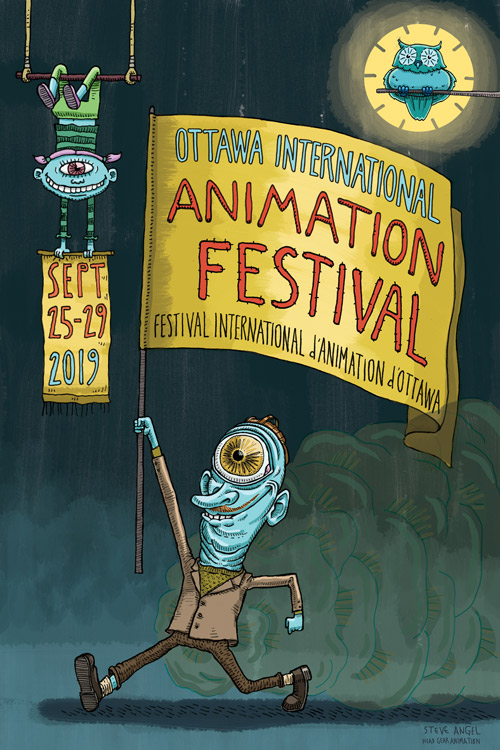
Cartell del OIAF del 2019 fet per Steve Angel

El Festival de Cinema Internacional d'Animació d'Ottawa, en anglès Ottawa International Animation Festival o OIAF, és un festival de cinema d'animació que se celebra anualment a Canadà des de l'any 1976. Juntament El Festival de Cinema d'Animació d'Annecy a França, el Festival Internacional d'Animació d'Hiroshima al Japó, i el Festival Mundial de Cinema d'Animació de Zagreb a Croàcia, està organitzat i subvencionat per l'Associació Internacional de Cinema d'Animació o ASIFA.
És un festival de caràcter competitiu dirigit a films d'animació i està organitzat de manera que hi ha tres grups diferents de jutges i diferents premis.
- The Competition Feature Jury: Està format per tres personalitats del món de la cinematografia animada, l'any 2019 per exemple van ser la Elizabeth Hobbs, el Faiyaz Jafri i el Lei Lei, i dona els premis més importants com per exemple el premi al llargmetratge d'animació.
- The Competition Short Jury: També està format per personatges importants del món de l'animació i s'encarrega dels premis destinats als curtmetratges. L'any 2019 els jutges d'aquesta categoria van ser Emily Pelstring, Piotr Bosacki, i Eva Cvijanovic.
- The Kids Jury: Format per nens i nenes d'entre 8 i 12 anys representa la visió infantil del públic i fa mencions honorables als films més destacats pels infants. Aquest jurat infantil és una de les principals característiques del festival.[1]

Des de la seva inauguració el festival ha anat guanyant protagonisme any rere any fins al punt que el 2019 van aconseguir una assistència total de 28000 espectadors, contant fans, productors, artistes... i van projectar més de 80 films acompanyats de diverses xarrades i activitats complementàries.